# Paul Vandenbussche
Paul Emiel M. Vandenbussche (Jette, 9 augustus 1921 - Leuven, 28 mei 2011) was een Belgisch redacteur. Hij was van 1960 tot 1986 de eerste administrateur-generaal van de Belgische publieke omroep BRT.

## Biografie
In zijn jeugd was Pal Vandenbussche lid van de in 1936 opgerichte VVKS Eerste Brussel Sint-Pieters. De eerste Nederlandstalige scoutinggroep in Brussel kende ook Jos De Haes en Karel Hemmerechts onder haar pioniers. Bij de aanvang van de Tweede Wereldoorlog vluchtte hij samen met de dichter Jos De Haes in mei 1940 naar Zuid-Frankrijk, waar hij tot augustus in een kamp in Espalion verbleef.
Hij voltooide zijn studies moderne geschiedenis aan de Katholieke Universiteit Leuven en combineerde vanaf 1944 het vervolg van zijn opleiding rechten met werk bij de studiedienst van het ministerie van Economische Zaken. In 1945 slaagde hij voor het journalistenexamen van het Nationaal Instituut voor de Radio-omroep (NIR). In het academiejaar 1945-46 was hij tijdens zijn rechtenstudies aan de Leuvense universiteit preses van KSC Brussel, waar hij zich liet aanspreken met zijn clubnaam Viking. Hij promoveerde bijkomend als licentiaat en vervolgens doctor in de rechten.
Vandenbussche vervulde aansluitend zijn dienstplicht in het Belgische leger en kreeg een positie bij het NIR als lid van de radionieuwsdienst. Vanaf 1949 was hij daar redactiesecretaris gespecialiseerd in buitenlandse politiek. Hij verliet het NIR na de verkiezingen van 1958 en werd kabinetsmedewerker, eerst bij Paul-Willem Segers in een statuut van regeringsafgevaardigde voor het NIR, vervolgens in 1960 op het kabinet van de christendemocratische Renaat Van Elslande. Hij werkte daar mee aan de Omroepwet van 18 mei 1960 die het NIR omvormde tot Belgische Radio en Televisie. Hij keerde aansluitend terug en werd binnen de piepjonge BRT terug benoemd als programmadirecteur van de Vlaamse Televisie op 8 augustus 1960 na het overlijden van Bert Leysen op 17 september 1959.
De opvolging van Leysen verdeelde de raad van beheer gedurende geruime tijd, met een opvolgingsstrijd tussen de socialist Nic Bal met ruime media-ervaring en de katholiek Vandenbussche die weinig of geen ervaring had met televisie. Uiteindelijk werd de laatste dan toch verkozen.

### Directeur-generaal BRT
Bij het overlijden van Jan Boon op 31 december 1960 schoof Vandenbussche door tot directeur-generaal van de Openbare Omroep. In de opvolging als televisiedirecteur in 1961 was er wederom een gevecht tussen Bal en ditmaal de katholiek Bert Janssens, waarin de socialisten weer het pleit verloren. In juni 1980 werd de functie van directeur-generaal Vandenbussche door de nieuwe raad van bestuur opgewaardeerd tot deze van administrateur-generaal.
Hij trad regelmatig op tegen journalisten en programmamakers die heilige huisjes probeerden onderuit te halen. Zo verbood hij uitzendingen van "Stellig Stelling Nemen" zowel wanneer de gewraakte Hugo Raspoet hierin zou optreden als wanneer het nummer zelf gespeeld zou worden. In deze censuur werd hij wel tegengewerkt door Johan Anthierens, die ook nog eens een verboden nummer van Léo Ferré programmeerde in zijn radioprogramma De charme van het chanson. De jonge Eric de Kuyper stelt nog steeds frustraties over te houden aan zijn periode als 25-jarige producer bij de BRT. Bij een van de weigeringen een programma uit te werken stelde Vandenbussche: "Je hoeft je geen zorgen te maken, Christus is ook maar begonnen op zijn 30ste." Hij had ook regelmatig conflicten met de geëngageerde journalist Maurice De Wilde.
Anderzijds verdedigde Vandenbussche expliciet Daniël Buyle na het incident met het kritische Wilfried Martens (interview in 1981). Zelf vond hij dat het journalistenstatuut door de omroepwet van 1960 goed beveiligd werd en stelde: "Met de omroepwet van 1960 werden de nieuwsuitzendingen uitdrukkelijk aan het vetorecht van de minister onttrokken." Onder meer Walter Zinzen formuleerde het wat anders met "Alles wat Vandenbussche denkt is objectief en alles wat de anderen denken is dat niet."
De omroepwet regelde dat de journalisten binnen de redactie benoemd werden op basis van een politiek evenwicht, eerder dan op basis van onpartijdigheid. Jaarlijks was het een van de taken van Vandenbussche een lijst van de journalisten met de politieke overtuiging van elkeen voor te leggen aan de raad van beheer. Elke journalist bekende kleur, wat tientallen jaren later tot problemen leidde toen een aantal journalisten zich als politiek dakloos wilden profileren. Vandenbussche zelf noemde de nieuwe lichting journalisten trouwens in 2004 "rode onderzeeërs", "jonge journalisten die liefst marxistische, ja soms gauchistische opvattingen in de omroep wilden doordrukken". De weigering in 1965 door Vandenbussche een aflevering van de uitzending door derden Het vrije woord van het Humanistisch Verbond uit te zenden omdat er fragmenten in werden opgenomen van het gecontesteerde toneelstuk De plaatsbekleder van Walter Tillemans werd zelfs besproken in de Kamer van volksvertegenwoordigers.
Deze strikt uitgevoerde controletaak was de administrateur-generaal wel expliciet toegewezen vanuit de omroepwet van 1960 die sprak over de verplichting te werken "in een geest van strenge objectiviteit" en de daaruit voortvloeiende beslissingen van de raad van beheer in 1965 en 1966 met de nota Voorschriften, gebruiken en aanbevelingen inzake radio- en televisieberichtgeving. Deze regels bleven gehandhaafd, ook na het vernieuwde omroepdecreet van december 1979. De objectiviteit werd nog strikter beschreven in de vernieuwde voorschriften van 1987, na de pensionering van Vandenbussche, in die mate dat onderzoekers vaststelden dat de aandacht voor de binnenlandse politiek door processen vrezende journalisten sterk was gedaald in de BRT verslaggeving. Het geheel zou pas kantelen na het maxi-omroepdecreet van 1991, de komst van de Vlaamse Televisie Maatschappij en uiteindelijk het Mediadecreet van 1997 met de invoering van het redactiestatuut.
Vandenbussche hield ook nauwlettend de goede zeden in de gaten en klaagde zo in 1968 tegenover de organisatoren van Jazz Bilzen dat de verslaggeving mogelijk zou moeten stopgezet worden "omdat het filmmateriaal uit Bilzen te zorgvuldig moet worden gemonteerd, om onze kijkers tonelen te besparen waaraan ze terecht aanstoot zouden nemen". Toen Paula Semer in haar vrouwenprogramma Penelope een aantal seksuologen aan het woord wilde laten, viel hij haar aan met "Over seks praten kan niet zonder het te hebben over beheersing of zelfbeheersing, want daar is een hele beschaving op gebouwd."
Ook was hij de auteur van een nota die de toegang tot een BRT-radiocarrière voor elke persoon die ooit meegewerkt had aan een radiopiraat onmogelijk maakte, onder meer Peter van Dam week om die reden uit naar Nederland.

### Na de BRT
In augustus 1986 ging Vandenbussche op pensioen. Zijn vroegere beleidssecretarissen Karel Hemmerechts en Cas Goossens namen het beleid over.
Vandenbussche heeft duidelijk een stempel gedrukt op de geschiedenis van zijn BRT. Een BRT die uiteindelijk ook het Vlaamse zelfvertrouwen heeft versterkt, waarvoor Johan Anthierens Vandenbussche zelf citeert in zijn Tien jaar Vlaamse televisie.

Hier kreeg het Vlaamse publiek iets dat door eigen mensen was verwezenlijkt, iets van hén. De Televisie was het eerste officiële organisme, het eerste cadeau van de staat, dat zonder wantrouwen werd aanvaard. In die zin is de Televisie trouwens ook gemeenschapsvormend geweest: zij was de spiegel van het levende Vlaanderen.

Hij was bestuurder van cultuurfestival Europalia en het Festival van Vlaanderen Brussel.
Op 89-jarige leeftijd liet Vandenbussche het leven tijdens zijn slaap.

## Trivia
- In 1977 werd Vandenbussche als verdienstelijk West-Vlaming tot Ridder in dienst van 'De Swighenden Eede' en 't Manneke uit de Mane geslagen door de West-Vlaamse vereniging en uitgever van een bekende volksalmanak 't Manneke. De ridderorde neemt zich tot doel de Vlaamse humor te bewaren.
- Vandenbussche was lid van de afdeling Brussel van de Orde van den Prince en schreef in die hoedanigheid ook een artikel 'Vijftig jaar Vlaamse openbare omroep' in het maart-april 2004 nummer van de nieuwsbrief van de Orde.
- In het humoristisch eindejaarsprogramma De Gouden BeRTjes werd van 1987 tot 1996 jaarlijks de Paul Vandenbussche-prijs uitgereikt.